# Coppa Italia 2025-2026 (turni eliminatori)
I turni eliminatori della Coppa Italia 2025-2026 si disputano tra il 9 agosto e il 25 settembre 2025. Partecipano a questa prima fase della competizione 36 club suddivisi in 12 di Serie A, 20 di Serie B e 4 di Serie C; 8 di essi si qualificheranno alla fase finale, composta da 16 squadre.

## Date
| Fase              | Turno             | Data                    |                         |
| ----------------- | ----------------- | ----------------------- | ----------------------- |
| Turni eliminatori | Turno preliminare | 9-10 agosto 2025        | 9-10 agosto 2025        |
| Turni eliminatori | Trentaduesimi     | 15-16-17-18 agosto 2025 | 15-16-17-18 agosto 2025 |
| Turni eliminatori | Sedicesimi        | 23-24-25 settembre 2025 | 23-24-25 settembre 2025 |

## Squadre
| Legenda                                                                  | Legenda             | Legenda                       | Legenda |
| ------------------------------------------------------------------------ | ------------------- | ----------------------------- | ------- |
| I club con numero di tabellone 1-8 sono già qualificati alla fase finale |                     |                               |         |
| I club vincitori dei sedicesimi avanzano alla fase finale                |                     |                               |         |
| I club sconfitti nel turno preliminare,                                  | nei trentaduesimi e | nei sedicesimi sono eliminati |         |

| Squadre    | Rank    |
| Serie A    | Serie A |
| ---------- | ------- |
| Bologna    | 1       |
| Napoli     | 2       |
| Inter      | 3       |
| Atalanta   | 4       |
| Juventus   | 5       |
| Roma       | 6       |
| Fiorentina | 7       |
| Lazio      | 8       |

| Squadre   | Rank    |
| Serie A   | Serie A |
| --------- | ------- |
| Milan     | 9       |
| Como      | 10      |
| Torino    | 11      |
| Udinese   | 12      |
| Genoa     | 13      |
| Verona    | 14      |
| Cagliari  | 15      |
| Parma     | 16      |
| Lecce     | 17      |
| Sassuolo  | 18      |
| Pisa      | 19      |
| Cremonese | 20      |
| Serie B   |         |
| Empoli    | 21      |
| Venezia   | 22      |
| Monza     | 23      |
| Spezia    | 24      |

| Squadre     | Rank    |
| Serie B     | Serie B |
| ----------- | ------- |
| Juve Stabia | 25      |
| Catanzaro   | 26      |
| Cesena      | 27      |
| Palermo     | 28      |
| Bari        | 29      |
| Südtirol    | 30      |
| Modena      | 31      |
| Carrarese   | 32      |
| Reggiana    | 33      |
| Mantova     | 34      |
| Frosinone   | 35      |
| Sampdoria   | 36      |

| Squadre          | Rank    |
| Serie B          | Serie B |
| ---------------- | ------- |
| Padova           | 37      |
| Avellino         | 38      |
| Virtus Entella   | 39      |
| Pescara          | 40      |
| Serie C          |         |
| Vicenza          | 41      |
| Audace Cerignola | 42      |
| Ternana          | 43      |
| Rimini           | 44      |

## Tabellone
|  | Turno preliminare | Turno preliminare | Turno preliminare |  |  | Trentaduesimi | Trentaduesimi    | Trentaduesimi |  |    | Sedicesimi | Sedicesimi | Sedicesimi |
|  |                   |                   |                   |  |  |               |                  |               |  |    |            |            |            |
|  | 40                | Pescara           | 1                 |  |  | 16            | Parma            | 2             |  |    |            |            |            |
|  | 44                | Rimini            | 0                 |  |  | 40            | Pescara          | 0             |  |    | 16         | Parma      |            |
|  |                   |                   |                   |  |  | 24            | Spezia (dtr)     | 1 (4)         |  | 24 | Spezia     |            |            |
|  |                   |                   |                   |  |  | 36            | Sampdoria        | 1 (2)         |  |    |            |            |            |
|  |                   |                   |                   |  |  |               |                  |               |  |    |            |            |            |
|  |                   |                   |                   |  |  | 9             | Milan            | 2             |  |    |            |            |            |
|  |                   |                   |                   |  |  | 29            | Bari             | 0             |  |    | 9          | Milan      |            |
|  |                   |                   |                   |  |  | 17            | Lecce            | 2             |  | 17 | Lecce      |            |            |
|  |                   |                   |                   |  |  | 25            | Juve Stabia      | 0             |  |    |            |            |            |
|  |                   |                   |                   |  |  |               |                  |               |  |    |            |            |            |
|  |                   |                   |                   |  |  | 12            | Udinese          | 2             |  |    |            |            |            |
|  |                   |                   |                   |  |  | 32            | Carrarese        | 0             |  |    | 12         | Udinese    |            |
|  |                   |                   |                   |  |  | 20            | Cremonese        | 0 (4)         |  | 28 | Palermo    |            |            |
|  |                   |                   |                   |  |  | 28            | Palermo (dtr)    | 0 (5)         |  |    |            |            |            |
|  |                   |                   |                   |  |  |               |                  |               |  |    |            |            |            |
|  |                   |                   |                   |  |  | 21            | Empoli (dtr)     | 1 (3)         |  |    |            |            |            |
|  |                   |                   |                   |  |  | 33            | Reggiana         | 1 (0)         |  |    | 13         | Genoa      |            |
|  | 37                | Padova            | 0                 |  |  | 13            | Genoa            | 3             |  | 21 | Empoli     |            |            |
|  | 41                | Vicenza           | 2                 |  |  | 41            | Vicenza          | 0             |  |    |            |            |            |
|  |                   |                   |                   |  |  |               |                  |               |  |    |            |            |            |
|  | 42                | Audace Cerignola  | 1                 |  |  | 42            | Audace Cerignola | 1 (2)         |  |    |            |            |            |
|  | 38                | Avellino          | 0                 |  |  | 14            | Verona (dtr)     | 1 (4)         |  |    | 14         | Verona     |            |
|  |                   |                   |                   |  |  | 22            | Venezia          | 4             |  | 22 | Venezia    |            |            |
|  |                   |                   |                   |  |  | 34            | Mantova          | 0             |  |    |            |            |            |
|  |                   |                   |                   |  |  |               |                  |               |  |    |            |            |            |
|  |                   |                   |                   |  |  | 11            | Torino           | 1             |  |    |            |            |            |
|  |                   |                   |                   |  |  | 31            | Modena           | 0             |  |    | 11         | Torino     |            |
|  |                   |                   |                   |  |  | 27            | Cesena           | 0 (1)         |  | 19 | Pisa       |            |            |
|  |                   |                   |                   |  |  | 19            | Pisa (dtr)       | 0 (2)         |  |    |            |            |            |
|  |                   |                   |                   |  |  |               |                  |               |  |    |            |            |            |
|  |                   |                   |                   |  |  | 10            | Como             | 3             |  |    |            |            |            |
|  |                   |                   |                   |  |  | 30            | Südtirol         | 1             |  |    | 10         | Como       |            |
|  |                   |                   |                   |  |  | 18            | Sassuolo         | 1             |  | 18 | Sassuolo   |            |            |
|  |                   |                   |                   |  |  | 26            | Catanzaro        | 0             |  |    |            |            |            |
|  |                   |                   |                   |  |  |               |                  |               |  |    |            |            |            |
|  |                   |                   |                   |  |  | 23            | Monza            | 0             |  |    |            |            |            |
|  |                   |                   |                   |  |  | 35            | Frosinone        | 1             |  |    | 15         | Cagliari   |            |
|  | 39                | Virtus Entella    | 4                 |  |  | 15            | Cagliari (dtr)   | 1 (5)         |  | 35 | Frosinone  |            |            |
|  | 43                | Ternana           | 0                 |  |  | 39            | Virtus Entella   | 1 (4)         |  |    |            |            |            |
|  |                   |                   |                   |  |  |               |                  |               |  |    |            |            |            |

## Turno preliminare

### Tabellini
| Arbitro: | Poli (Verona) |

|                                                   |           |  |
| Russo 15’ Franzoni 59’ Fumagalli 70’ Di Mario 85’ | Marcatori |  |

| Arbitro: | Madonia (Palermo) |

|  |           |                         |
|  | Marcatori | 14’ Capello 46’ Caferri |

| Arbitro: | Sacchi (Macerata) |

|             |           |  |
| Cuppone 61’ | Marcatori |  |

| Arbitro: | Angelillo (Nola) |

|              |           |  |
| Valzania 44’ | Marcatori |  |

### Risultati
| Squadra 1        | Risultato | Squadra 2 |
| ---------------- | --------- | --------- |
| Pescara          | 1 - 0     | Rimini    |
| Padova           | 0 - 2     | Vicenza   |
| Audace Cerignola | 1 - 0     | Avellino  |
| Virtus Entella   | 4 - 0     | Ternana   |

Note
1. ↑  Inversione di campo rispetto all'esito del sorteggio.

## Trentaduesimi

### Tabellini
| Arbitro: | Calzavara (Varese) |

|                                    |                      |                    |
| Ilie 64’                           | Marcatori            | 13’ Gondo          |
| Belardinelli Elia Carboni Busiello | Tiri di rigore 3 – 0 | Gondo Marras Rover |

| Arbitro: | Turrini (Firenze) |

|          |           |  |
| Doig 32’ | Marcatori |  |

| Arbitro: | Mucera (Palermo) |

|                                |           |  |
| Krstović 27’ (rig.) Kaba 90+5’ | Marcatori |  |

| Arbitro: | Ferrieri Caputi (Livorno) |

|                                               |           |  |
| Carboni 40’ Benassai 45+1’ (aut.) Stanciu 54’ | Marcatori |  |

| Arbitro: | Allegretta (Molfetta) |

|                                    |           |  |
| Doumbia 15’, 45+1’ Yeboah 57’, 89’ | Marcatori |  |

| Arbitro: | Galipò (Firenze) |

|                                |           |                      |
| Douvikas 39’, 40’ Da Cunha 42’ | Marcatori | 13’ (rig.) Casiraghi |

| Arbitro: | Perri (Roma 1) |

|                                                 |                      |                                                     |
| Piccoli 44’                                     | Marcatori            | 87’ (aut.) Deiola                                   |
| Mina Adopo Kılıçsoy Folorunsho Esposito Cavuoti | Tiri di rigore 5 – 4 | Russo Castelli Karić Debenedetti Tiritiello Marconi |

| Arbitro: | Zanotti (Rimini) |

|                                            |                      |                                          |
| Bondo Vázquez Floriani Terracciano Johnsen | Tiri di rigore 4 – 5 | Brunori Palumbo Corona Augello Ceccaroni |

| Arbitro: | Perenzoni (Rovereto) |

|  |           |                 |
|  | Marcatori | 90+2’ Kvernadze |

| Arbitro: | Crezzini (Siena) |

|                     |           |  |
| Pellegrino 47’, 65’ | Marcatori |  |

| Arbitro: | Di Marco (Ciampino) |

|                                     |                      |                                        |
| Diao Shpendi Adamo Arrigoni Bastoni | Tiri di rigore 1 – 2 | Cuadrado Touré Léris Canestrelli Nzola |

| Arbitro: | Arena (Torre del Greco) |

|                      |           |  |
| Leão 14’ Pulisic 48’ | Marcatori |  |

| Arbitro: | Massimi (Termoli) |

|                                      |                      |                                          |
| Miguel Ángel 90+1’                   | Marcatori            | 55’ Bradarić                             |
| Cretella Russo Faggioli Miguel Ángel | Tiri di rigore 2 – 4 | Kastanos Sarr Livramento Santiago Serdar |

| Arbitro: | Zufferli (Udine) |

|                               |                      |                              |
| Artistico 36’                 | Marcatori            | 34’ Henderson                |
| Soleri Kouda Hristov Esposito | Tiri di rigore 4 – 2 | Henderson Çuni Narro Pedrola |

| Arbitro: | Bonacina (Bergamo) |

|                    |           |  |
| Atta 43’ Bravo 59’ | Marcatori |  |

| Arbitro: | Tremolada (Monza) |

|            |           |  |
| Vlašić 51’ | Marcatori |  |

### Risultati
| Squadra 1        | Risultato       | Squadra 2      |
| ---------------- | --------------- | -------------- |
| Parma            | 2 - 0           | Pescara        |
| Spezia           | 1 - 1 (4-2 dtr) | Sampdoria      |
| Milan            | 2 - 0           | Bari           |
| Lecce            | 2 - 0           | Juve Stabia    |
| Udinese          | 2 - 0           | Carrarese      |
| Cremonese        | 0 - 0 (4-5 dtr) | Palermo        |
| Empoli           | 1 - 1 (3-0 dtr) | Reggiana       |
| Genoa            | 3 - 0           | Vicenza        |
| Audace Cerignola | 1 - 1 (2-4 dtr) | Verona         |
| Venezia          | 4 - 0           | Mantova        |
| Torino           | 1 - 0           | Modena         |
| Cesena           | 0 - 0 (1-2 dtr) | Pisa           |
| Como             | 3 - 1           | Südtirol       |
| Sassuolo         | 1 - 0           | Catanzaro      |
| Monza            | 0 - 1           | Frosinone      |
| Cagliari         | 1 - 1 (5-4 dtr) | Virtus Entella |

Note
1. 1 2  Inversione di campo rispetto all'esito del sorteggio.

## Sedicesimi

### Tabellini
| Parma 24 settembre 2025, ore --:-- CEST | Parma | – | Spezia | Stadio Ennio Tardini |

| Milano 24 settembre 2025, ore --:-- CEST | Milan | – | Lecce | Stadio Giuseppe Meazza |

| Udine 24 settembre 2025, ore --:-- CEST | Udinese | – | Palermo | Stadio Friuli |

| Genova 24 settembre 2025, ore --:-- CEST | Genoa | – | Empoli | Stadio Luigi Ferraris |

| Verona 24 settembre 2025, ore --:-- CEST | Verona | – | Venezia | Stadio Marcantonio Bentegodi |

| Torino 24 settembre 2025, ore --:-- CEST | Torino | – | Pisa | Stadio Olimpico Grande Torino |

| Como 24 settembre 2025, ore --:-- CEST | Como | – | Sassuolo | Stadio Giuseppe Sinigaglia |

| Cagliari 24 settembre 2025, ore --:-- CEST | Cagliari | – | Frosinone | Unipol Domus |

### Risultati
| Squadra 1 | Risultato | Squadra 2 |
| --------- | --------- | --------- |
| Parma     | 21        | Spezia    |
| Milan     | 22        | Lecce     |
| Udinese   | 23        | Palermo   |
| Genoa     | 24        | Empoli    |
| Verona    | 25        | Venezia   |
| Torino    | 26        | Pisa      |
| Como      | 27        | Sassuolo  |
| Cagliari  | 28        | Frosinone |